# Неделиска
Неделиска (укр. Неділиська) — село в Перемышлянской городской общине Львовского района Львовской области Украины.
Население по переписи 2001 года составляло 275 человек. Занимает площадь 1,58 км². Почтовый индекс — 81240. Телефонный код — 3263.